# Urraca de Covarrubias
Urraca García (?, hacia 960- Covarrubias, Burgos, hacia 1032) Infanta de Castilla dedicada a la vida religiosa y vinculada a la orden de San Benito. Era hija del conde de Castilla, Garci Fernández, y nieta por tanto del primer conde, Fernán González. Desde joven sintió la vocación religiosa, por lo que entró en contacto con el entonces monasterio dúplice de los Santos Cosme y Damián, fundado por su tía, la reina Urraca, en Covarrubias.
En el año 972, el conde Garci Fernández decidió crear el infantado de Covarrubias para Urraca, lo que significó poner en disposición de su hija la administración de un rico territorio. A pesar de ello, Urraca prefirió hacer de Covarrubias un señorío eclesiástico, pues tomó el hábito en 978, en una ceremonia a la que asistieron todos los personajes importantes del reino, tanto laicos como eclesiásticos, incluido el obispo de Burgos, que fue quien ofició la ceremonia.
Desde este momento, Urraca se convirtió en la principal consejera de su padre, al tiempo que administraba prósperamente el Infantado de Covarrubias; contribuyó decisivamente a hacer del monasterio de los Santos Cosme y Damián uno de los centros espirituales más destacados en la Castilla de la época.
Su labor como consejera fue mucho más importante durante el gobierno de su hermano, el conde Sancho García (990-1022), y también en el de su sobrino, el efímero conde García Sánchez (1017-1029), dada la inestabilidad con que se inició su acceso al título condal, que hizo necesario que la otra hermana de Urraca, doña Mayor, esposa del rey navarro Sancho el Mayor, se hiciera cargo de la regencia de Castilla.
En agradecimiento a la labor de ambas mujeres, García Sánchez visitó a su tía Urraca en Covarrubias durante la primavera de 1024, momento en que le otorgó una importante suma de dinero destinada a obras de mejora en la Colegiata de Covarrubias.
Los últimos documentos que mencionan a Urraca García con vida están datados en el año 1032, pero no se sabe con exactitud cuándo falleció. Fue sepultada debajo del altar mayor de la Colegiata de Covarrubias, donde todavía hoy puede observarse su humilde sepulcro.